# Девяносто третий год
«Девяно́сто тре́тий год» (фр. Quatrevingt-treize) — девятый и последний роман Виктора Гюго, рассказывающий о последних днях Великой французской революции.

## Сюжет
Май 1793 года. Монархия во Франции развалена как четверть года, провозглашена Первая республика, в стране царит гражданская война, у руля власти — Якобинская диктатура. История начинается с высадки на бретонском побережье маркиза де Лантенака, принявшего командование над восставшими против сторонников республики шуанами. На Лантенака начинают охоту революционеры, в числе которых его внучатый племянник Говэн. Произведение повествует о противостоянии двух моделей общества, двух видений истории, двух систем ценностей. Маркиз де Лантенак воплощает старый режим, в то время как его племянник воплощает в себе модернизм и революционные идеалы республиканцев. Третий персонаж, бывший католический священник и наставник Говэна, Симурдэн, который назначен комиссаром Конвента в Вандее. В романе также присутствуют три ключевых деятеля Французской революции: Марат, Дантон и Робеспьер.

## История создания
Роман был написан на острове Гернси. Гюго планировал написание этого произведения ещё в 1862 году сразу после публикации «Отверженных». Книга, тем не менее, оставалась проектом в течение десяти лет. Подготовку, работу с исторической документацией и написание романа Гюго начинает в декабре 1872 года, заканчивая его в июне-июле 1873 года. Книга была издана Мишелем Леви 19 февраля 1874 г. под названием «Девяносто три. История первая: Гражданская война» и имела мгновенный успех: 8000 проданных копий за первые двенадцать дней.

Принято считать, что «Девяносто третий год» — непосредственный отклик старейшего французского писателя на события франко-прусской войны 1870 г. и Парижской коммуны 1871 г. Это верно в том смысле, что исторические потрясения 1870—1871 гг. способствовали окончательному прояснению замысла писателя и его реализации. Однако мысль о романе по истории Великой Французской революции возникла у него давно. Из переписки Гюго с его учеником Полем Мерисом видно, что он задумал его, едва закончив роман «Отверженные» (1862).
«Вы сто раз правы относительно Девяносто третьего, — пишет Гюго Мерису 18 октября 1862 г.,— надо подождать, нужно расстояние между этими глыбами…» 
Однако уже в следующем году писатель начинает собирать материал и ведет подготовительную работу, результатом которой стали девятнадцать папок с материалами, выписками, документами.
Историю контрреволюционного движения шуанов Гюго изучал по запискам одного из его руководителей, графа Жозефа де Пюизе, явившегося прототипом маркиза Лантенака. Писателем были проштудированы также «Французская революция» Луи Блана, «История жирондистов» Альфонса де Ламартина, «История Робеспьера» Эрнеста Амеля, труды Мишле, Гара, Ф. Пиа и др.
Основа романа определилась у Гюго к началу 1866 г. 27 февраля 1866 г. в письме директору газеты «Голуа» де Пену Гюго говорит о романе «Девяносто третий год»: «… книга, над которой я в настоящее время работаю». В начале 1867 г. он сообщает одному из своих корреспондентов, что его «главным начинанием» является роман о терроре. Но окончательно сложился у Гюго замысел его нового романа после франко-прусской войны и Парижской коммуны. Особенно упорно Гюго работал над книгой зимой и весной 1872/73 г. Роман был закончен 9 июня 1873 года на острове Гернси, вышел в свет в трех томах в издательстве Мишеля Леви 20 февраля 1874 г. и имел большой успех. До выхода отдельной книгой он публиковался фельетонами в газете «Раппель».

## Приём
Во время учёбы в грузинской семинарии книгу прочёл Иосиф Сталин, на которого большое впечатление оказал персонаж бывшего священника Симурдэна.
Герберт Баттерфилд выразил восхищение «Девяносто третьим» в своем эссе 1924 года «Исторический роман», назвав книгу «ярким примером эпоса национальной свободы».
Айн Рэнд очень хвалила это произведение (как и творчество Виктора Гюго в целом), и даже написала введение к одному из англоязычных изданий, которое позже было переиздано в отредактированном виде в формате эссе для Романтического манифеста.

## Экранизации
- 1921 — кинофильм «Девяносто третий год»[фр.], реж. Андре Антуан
- 1962 — телефильм «Девяносто третий год»[фр.], реж. Ален Боде